# Sân bay Cannes – Mandelieu
Sân bay Cannes – Mandelieu hay Aéroport de Cannes - Mandelieu (IATA: CEQ, ICAO: LFMD) là một sân bay phục vụ thành phố Cannes. Sân bay này có cự ly 5 km về phía tây Cannes và phía đông Mandelieu-la-Napoule, thuộc tỉnh Alpes-Maritimes trong vùng Provence-Alpes-Côte-d'Azur nước Pháp.

## Hãng hàng không và tuyến bay
Không có tuyến bay theo thường lệ.